# نبهان الحنشي
نبهان الحنشي، ناشط سياسي وحقوقي ومؤسس لمركز العماني لحقوق الإنسان.